# Maniola chia
Maniola chia is een vlinder uit de onderfamilie Satyrinae en de familie Nymphalidae (aurelia's). De wetenschappelijke naam werd gepubliceerd in 1987 door Thomson.
De soort komt voor in Europa.
1. ↑  (en) Maniola chia op de IUCN Red List of Threatened Species.